# 儿童图书博物馆
儿童图书博物馆（荷蘭語：Kinderboekenmuseum）设在荷兰海牙，它是荷兰文学博物馆的一部分，其目的是促进（青年）文学和保存文学遗产。该博物馆让荷兰俏皮的孩子们了解儿童文学，让他们享受丰富的启迪人心的故事。其中心是鼓励儿童进行语言创作并享受阅读和写作。
博物馆保存了和儿童文学有关的作家和插图画家的作品和个人用品。

## 历史
1994年，该博物馆第一次敞开了大门。那时，该博物馆是荷兰面向儿童的首批博物馆之一。该博物馆通过15个专题展柜向孩子们介绍儿童文学。这里不仅有荷兰著名作家的照片和手稿，还有插图画家的作品。博物馆还举办有关儿童文学的临时展览。2007年该馆进行了整修。2010年12月儿童博物馆重新开放。